# Fenetilaminas
Las fenetilaminas son un grupo de sustancias aminas (que poseen nitrógeno) de las que derivan sustancias alucinógenas como el 1-(4-bromo-2,5-dimetoxifenilo)-2-aminopropano y que son agonistas selectivos de los receptores 5-HT2A/2C.
Las estructuras químicas de los alucinógenos se pueden clasificar en dos grandes categorías: las triptaminas y las fenetilaminas. El prototipo de las fenetilaminas es la mescalina compuesta natural, el componente activo principal en el cactus peyote Lophophora williamsii.
Del grupo de las fenetilaminas, nace el grupo de las feniletilaminas (que también son sustancias endógenas) que dan origen, por síntesis, a compuestos reconocidos por sus efectos alucinógenos. Dentro de este último grupo se encuentran:
- Mescalina
- Dimetoxianfetamina (DOM)
- Tenamfetamina (MDA) y
- metilendioximetanfetamina o "éxtasis".[2]

Estos compuestos tienen afinidad relativamente alta por los receptores 5-HT2 de la serotonina y poseen efectos estimulantes lo mismo que psicodélicos.
Las fenetilaminas también existen en formas sustituidas siendo compuestos orgánicos conceptualizables como análogos de dopamina y la adrenalina.